# 2000年8月逝世人物列表
2000年逝世人物列表：1月 - 2月 - 3月 - 4月 - 5月 - 6月 - 7月 - 8月 - 9月 - 10月 - 11月 - 12月
2000年8月逝世人物列表，是用於匯總2000年8月期間逝世人物的列表。

## 依日期排序

### 1日
- 馬克西·伯傑，83歲，加拿大拳擊手。
- 休·胡德，72歲，加拿大小說家、散文家和大學教授。[1]
- 阿裡·薩達爾·賈弗里，86歲，印度烏爾都語作家。[2]
- Nanjil K. Manoharan，71歲，印度政治家，死於心臟驟停。
- 史蒂夫·麥克羅里，36歲，美國拳擊手。[3]
- 貝內代托·波拉，85歲，義大利自行車運動員。[4]
- 約瑟夫·羅伯特·西利，93歲，英國植物學家。
- 加林娜·謝爾蓋耶娃，86歲，蘇聯和俄羅斯女演員。

### 2日
- 鄭太吉，台湾政治人物。
- 威廉·羅薩·科爾，80歲，美國人類學家、專欄作家和作家。[5]
- Shlomo Halberstam，92歲，美國拉比。[6]
- 特雷弗·萊格特，85歲，英國作家和翻譯家，死於中風。[7]
- 揚·默滕斯，84歲，荷蘭政治家。[8]
- 派特裡夏·莫耶斯，77歲，英國推理小說作家。[9]
- 西蒙·斯特凡尼，71歲，阿爾巴尼亞共產主義政治家。

### 3日
- 伊索琳娜·費雷羅（Isolina Ferréro），85歲，波多黎各羅馬天主教修女。
- Joann Lõssov，78歲，愛沙尼亞籃球運動員。[10]
- 邁克爾·邁耶（Michael Meyer），79歲，英語翻譯家和作家。[11]
- 傑弗里·佩奇，80歲，二戰期間的英國飛行王牌。[12]
- Mirian Tsalkalamanidze，73歲，喬治亞蠅量級自由式摔跤運動員和奧運冠軍。[13]

### 4日
- 吉米·鮑伊（Jimmy Bowie），75歲，蘇格蘭足球運動員。[14]
- 約翰·約瑟夫·格雷厄姆（John Joseph Graham），86歲，美國羅馬天主教主教。[15]
- 弗雷德·胡珀（Fred W. Hooper），102歲，美國賽馬擁有者和飼養員。[16]
- 胡里奧·魯道夫·莫克特祖馬（Julio Rodolfo Moctezuma），73歲，墨西哥律師。
- Michael Szwarc，91歲，英美高分子化學家。
- 哈琳娜·祖布琴科（Halyna Zubchenko），71歲，烏克蘭畫家、壁畫家和社會活動家。

### 5日
- 拉拉·阿瑪納特（Lala Amarnath），88歲，印度板球運動員。[17]
- 阿夫拉尼奧·庫蒂尼奧，89歲，巴西文學評論家和散文家。[18]
- 圖利奧·克拉利（Tullio Crali），89歲，與未來主義有關的義大利藝術家。[19]
- Renée Devillers，97歲，法國舞臺和電影女演員。[20]
- 亞歷克·吉尼斯，86歲，英國演員，奧斯卡獎得主（1958年），死於肝癌。[21]
- 默里·克裡格（Murray Krieger），76歲，美國文學評論家和理論家。[22]
- 阿圖羅·杜拉佐·莫雷諾（Arturo Durazo Moreno），76歲，墨西哥警察局長和毒販。
- 達德利·蘭德爾，86歲，美國詩人和詩歌出版商。[23]
- 埃德加多·索尼奧，84歲，義大利外交官、黨派和政治人物。
- 奧托·維納，89歲，奧地利男中音。[24]

### 6日
- 楊雲萍，台湾作家。
- 雷蒙德·布羅德里克，86歲，美國法學家和政治家，死於癌症。[25]
- 羅賓·戴，76歲，英國政治廣播員，死於心臟併發症。[26]
- Marv Felderman，84歲，美國棒球運動員。[27]
- 馬克斯·菲普斯，60歲，澳大利亞演員，死於癌症。
- 勞爾·桑吉內蒂，67歲，阿根廷國際象棋特級大師。
- 亞瑟·哈羅德·斯通，83歲，英國數學家。
- 瓊·特林布爾，85歲，愛爾蘭作曲家和鋼琴家。[28]

### 7日
- 撒母耳·阿克帕博特，63歲，奈及利亞音樂作曲家、民族音樂學家和作家。
- Georges Matheron，69歲，法國數學家和地質學家。[29]
- 蒙娜-麗莎·普西亞寧，49歲，芬蘭女子短跑運動員，死於乳腺癌。
- 瑪麗·安妮·麥克勞德·特朗普，88歲，美國慈善家，唐納德·特朗普的母親。[30]

### 8日
- 傑西·巴克，88歲，美國演員，死於肝硬化。[31]
- 路易吉·博諾斯，90歲，義大利喜劇演員和演員。
- 沃爾特·查佩爾，75歲，美國攝影師和詩人，死於肺癌。[32]
- 厄尼·赫弗勒（Ernie Hefferle），85歲，美式橄欖球運動員和教練。[33]
- 日沃拉德·傑夫蒂奇，56歲，塞爾維亞足球運動員。[34]
- Jaap Marais，77歲，南非荷蘭民族主義思想家、作家和政治家。[35]
- 馬里奧·米利亞爾迪（Mario Migliardi），81歲，義大利電視和電影配樂作曲家。
- S. Nijalingappa，97歲，印度政治家。
- 阿納托利·羅馬辛（Anatoliy Romashin），69歲，蘇聯和俄羅斯演員兼導演，意外刺穿。[36]
- Banja Tejan-Sie，83歲，塞拉利昂政治家和總督。
- Harry D. Thiers，81歲，美國真菌學家。
- 約翰·F·沃倫，91歲，美國電影攝影師。

### 9日
- 喬西亞斯·坎寧安，66歲，北愛爾蘭政治家。[37]
- 夏仙義·亞諾什·卡羅伊，80歲，匈牙利裔美國經濟學家，諾貝爾獎獲得者，死於心臟病發。[38]
- Louis Nucera，72歲，法國作家，死於交通事故。[39]
- 福阿德·塞拉格丁，88歲，埃及政治家，財政部長。
- 維塔利·斯塔魯欣（Vitaliy Starukhin），51歲，烏克蘭足球運動員，肺炎。[40]
- 赫伯·湯瑪斯，77歲，美國納斯卡賽車手，納斯卡名人堂成員，死於心臟病發。[41]
- 劉易斯威爾遜，80歲，美國演員（蝙蝠俠）。

### 10日
- 羅伯特·曼努埃爾·庫克，91歲，英國古典學者。
- 蘇珊娜·丹科，89歲，比利時女高音。[42]
- 瓊·馬什，87歲，美國默片童星。[43]
- Tibor Mezőfi，74歲，匈牙利籃球運動員。[44]
- 吉伯特·派克豪斯，74歲，威爾士板球運動員。[45]
- 麗塔·特拉帕內塞，49歲，義大利花樣滑冰運動員和奧運選手，死於交通事故。[46]

### 11日
- 梁錦光，香港政治人物。
- Les Dye，84歲，美國橄欖球運動員。[47]
- Paidi Jairaj，90歲，印度電影演員、導演和製片人。
- 塔拉勒·馬達（Talal Maddah），60歲，沙特音樂家和作曲家，心臟病發作。[48]
- 烏莎·梅塔（Usha Mehta），80歲，印度甘地人和自由鬥士。
- Jean Papineau-Couture，83歲，加拿大作曲家。[49]
- 里克·羅曼（Ric Roman），83歲，美國演員。
- 康斯坦丁·祖雷克，敘利亞阿拉伯知識份子。

### 12日
- 秋山登，66歲，日本棒球運動員。[50]
- Eliyahu Ben-Elissar，68歲，以色列政治家和外交官。[51]
- 阿爾貝托·佩德羅·卡佈雷拉，54歲，阿根廷籃球運動員，死於白血病。
- Jean Carzou，93歲，法國亞美尼亞藝術家、畫家和插畫家。[52]
- 戴夫·愛德華茲，59歲，美國大樂隊風格的音樂家，死於心臟驟停。
- 洛雷塔·楊，87歲，美國女演員，奧斯卡獎得主（1948年），死於卵巢癌。[53]

### 13日
- 安東尼·達夫，80歲，英國外交官，軍情五處總幹事（1985-1988）。[54]
- 特倫斯·菲利（Terence Feely），72歲，英國編劇、劇作家和作家。[55]
- 納齊亞·哈桑（Nazia Hassan），35歲，巴基斯坦流行歌手兼作曲家，律師和社會活動家，肺癌。[56]
- 鮑勃·溫特（Bob Wente），67歲，美國賽車手。

### 14日
- 沃爾特·本頓，69歲，美國爵士男高音薩克斯手。[57]
- 約翰·博蘭德，55歲，愛爾蘭政治家，死於癌症。
- Alain Fournier，56歲，法國計算機圖形學研究員，死於淋巴瘤。
- 肯·海因策爾曼，84歲，美國棒球運動員。[58]
- Cuan McCarthy，71歲，南非板球運動員。[59]
- 約翰·米爾福德，70歲，美國演員，死於皮膚癌。[60]
- 阿爾弗雷德·里克，86歲，德國賽艇運動員和奧運獎牌得主。[61]
- 伯尼斯·吉杜茲·舒伯特，86歲，美國植物學家和學者。
- 哈瓦·辛格，62歲，印度重量級拳擊手。
- 羅斯季斯拉夫·沃夫庫舍夫斯基，83歲，蘇聯和俄羅斯畫家。
- 瑪麗·威爾斯，79歲，美國電視作家和演員。[62]

### 15日
- Ulla Barding-Poulsen，88歲，丹麥擊劍運動員和奧運選手。[63]
- 埃娜·貝戈維奇，40歲，克羅埃西亞女演員，死於交通事故。
- 赫爾穆特·科因，88歲，德國法律歷史學家。[64]
- 愛德華多·盧漢·馬內拉，55歲，阿根廷足球運動員和經理。
- 羅伯特·斯溫克，82歲，美國電影剪輯師，心臟病發作。
- 愛德華·克雷文·沃克，82歲，英國發明家，發明瞭熔岩燈，死於癌症。[65]
- 蘭斯洛特·韋爾，85歲，門薩的英國創始人。[66]

### 16日
- 艾倫·卡迪（Alan Caddy），60歲，英國吉他手（龍捲風樂隊）。[67]
- 格蕾絲·哈爾塞爾（Grace Halsell），77歲，美國記者和作家，多發性骨髓瘤。[68]
- Chanoch Dov Padwa，91歲，英國拉比。
- S. C. C. Anthony Pillai，86歲，印度工會會員和政治家，死於心臟驟停。
- Renu Saluja，48歲，印度電影剪輯師，死於胃癌。
- 湯瑪斯·伊普西蘭蒂斯，72歲，希臘裔美國人，死於心臟病發。[69]

### 17日
- 埃裡希·博爾赫邁爾，95歲，德國運動員和奧運獎牌得主。[70]
- 勞倫斯·H·庫克，85歲，美國律師和政治家。[71]
- 佛朗哥·多納托尼，73歲，義大利作曲家。[72]
- Robert R. Gilruth，86歲，美國航空航天工程師。[73]
- 斯蒂芬·科爾納（Stephan Körner），86歲，捷克出生的英國哲學家，自殺。[74]
- 埃弗特·尼伯格（Evert Nyberg），75歲，瑞典長跑運動員和奧運選手。[75]
- 埃米爾·佩塔亞（Emil Petaja），85歲，美國科幻小說和奇幻作家，心力衰竭。[76]
- 萊斯利·裡斯（Leslie Rees），94歲，澳大利亞兒童作家和作家。
- 漢斯·迪特裡希·馮·蒂森豪森（Hans-Dietrich von Tiesenhausen），87歲，二戰期間的波羅的海德國Kapitänleutnant。
- 傑克·沃克（Jack Walker），71歲，英國實業家和商人，癌症。

### 18日
- 塞薩爾·卡爾沃，60歲，秘魯詩人、記者和作家。[77]
- 拉克希亞達爾·喬杜里，85歲，印度演員，劇作家，電影導演和政治家。
- 莫裡斯·埃文斯，63歲，英格蘭足球運動員和經理，死於心臟病發。
- 伯納德·克萊尼斯，75歲，美國音樂家。[78]
- 奧拉·羅蒂米（Ola Rotimi），62歲，奈及利亞劇作家和戲劇導演。[79]
- 莫頓·舒爾曼（Morton Shulman），75歲，加拿大政治家，商人和醫生，帕金森病。[80]

### 19日
- D. G. Champernowne，88歲，英國經濟學家和數學家。
- 大衛·諾頓·埃德爾斯坦，90歲，美國法官。[81]
- 盧斯·法布里，92歲，義大利無政府主義作家，出版商，路易吉·法布里的女兒。[82]
- 哈裡·奧本海默，91歲，南非商人、實業家和慈善家，癌症。[83]
- Antonio Pugliese，59歲，義大利裔加拿大職業摔跤手，被稱為Tony Parisi，死於動脈瘤。[84]
- Lee Sholem，87歲，美國電視和電影導演。[85]

### 20日
- 傑基·庫爾特，46歲，北愛爾蘭忠誠者，被謀殺。
- 南希·埃文斯，85歲，英國女中音歌劇演唱家。[86]
- 喬瓦尼·加多尼，85歲，義大利足球運動員。[87]
- 米奇·哈爾彭，33歲，美國拳擊裁判，頭部中彈身亡。
- 比爾·西蒙，80歲，美國詞曲作者、音樂家和音樂評論家。
- 亨利·泰爾，75歲，荷蘭計量經濟學家。[88]

### 21日
- 坎貝爾·亞當森，78歲，英國實業家。[89]
- 查克·布里茨，72歲，美國錄音工程師，死於腦癌。
- 湯姆·戴，65歲，美式足球運動員。[90]
- 約翰·海耶斯，70歲，美國電影導演，死於癌症。[91]
- 拉斯·克恩斯，79歲，美國棒球運動員。[92]
- 丹尼爾·利蘇洛，69歲，尚比亞政治家。
- 朱塞佩·美第奇，92歲，義大利政治家。[93]
- 多麗絲·彼特裡，82歲，加拿大影視女演員。
- 古斯塔夫·舒爾茨，70歲，德國拳擊手。[94]
- 安傑伊·扎瓦達，72歲，波蘭登山家。

### 22日
- 比爾·布拉德福德，78歲，美國棒球運動員。[95]
- Abulfaz Elchibey，62歲，亞塞拜然政治人物和蘇聯持不同政見者，死於前列腺癌。[96]
- 查理斯·卡拉尼，70歲，美國演員和職業摔跤手，死於心臟衰竭。[97]
- 阿倫·米特拉，90歲，孟加拉文印度詩人。
- 安妮·貝爾·羅賓遜·德文，88歲，美國民權運動活動家。[98]

### 23日
- 貝蒂·布魯，69歲，美國模特和女演員。
- 安東尼·科拉洛，87歲，美國黑幫，盧切斯犯罪家族的老闆。[99]
- 派特裡夏·鐘斯，69歲，加拿大運動員和奧運獎牌得主。[100]
- 約翰·安東尼·凱撒，67歲，美國牧師，遇刺身亡。
- Rangarajan Kumaramangalam，48歲，印度政治家，死於急性髓系白血病，癌症。
- 米利沃耶·托米奇，80歲，塞爾維亞演員。
- 瑪喬麗·伍德沃斯，81歲，美國女演員。
- Dindo Yogo，44歲，剛果歌手和音樂家。[101]

### 24日
- Andy Hug，35歲，瑞士踢拳運動員，死於白血病。[102]
- 鮑勃·麥克菲爾，94歲，蘇格蘭足球運動員。[103]
- 塔蒂亞娜·里亞布欽斯卡，83歲，俄裔美國首席芭蕾舞演員。[104]
- Kalyanji Virji Shah，72歲，印度電影配樂作曲家。

### 25日
- 卡尔·巴克斯（Carl Barks），99歲，美國漫畫家（Scrooge McDuck），白血病。[105]
- 里奧·巴恩霍斯特（Leo Barnhorst），76歲，美國籃球運動員，淋巴瘤。
- 伯納德·貝卡斯，45歲，法國自行車運動員，死於交通事故。[106]
- 弗雷德里克·C·博克，82歲，二戰期間的美國轟炸機，死於癌症。[107]
- 克里夫·布魯納，85歲，美國音樂家和樂隊領隊，死於癌症。[108]
- 約翰·弗洛雷亞，84歲，美國電視導演和攝影師。[109]
- 蜜雪兒·哈格納（Michel Haguenauer），84歲，法國乒乓球運動員。[110]
- Jack Nitzsche，63歲，美國音樂家、編曲家和詞曲作者，傳染病。[111]
- 瓦列里·普里約米霍夫（Valeriy Priyomykhov），56歲，蘇聯和俄羅斯演員，電影導演和作家，腦癌。
- 吉內塔·薩根，75歲，義大利裔美國人權活動家。[112]
- 伊萬·斯坦博利奇，63歲，塞爾維亞政治家，被殺。[113]
- Peter Swerling，71歲，美國科學家和雷達先驅。
- 拉蒙·托雷斯，68歲，美國職業摔跤手。

### 26日
- 亨利·奧斯汀，94歲，英國網球運動員。[114]
- 奧黛特·喬伊（Odette Joyeux），85歲，法國女演員，劇作家和小說家，中風。[115]
- Balan K. Nair，67歲，印度演員，骨癌。
- 林丁·平德林（Lynden Pindling），70歲，巴哈馬政治家和總理，前列腺癌。[116]
- 埃德·拉科（Ed Rakow），65歲，美國棒球運動員。[117]
- 艾倫·伍迪（Allen Woody），44歲，美國貝斯吉他手（奧爾曼兄弟樂隊，Gov't Mule），海洛因過量。[118]
- 沃伊切赫·茹克羅夫斯基，84歲，波蘭詩人、作家和文學評論家。[119]

### 27日
- 吉伯特·德·波頓，65歲，以色列金融先驅。[120]
- 丹尼·克羅諾普洛斯，32歲，加拿大足球運動員，死於心臟病發。
- 戴斯特，29歲，德國障礙賽馬和歐洲冠軍。
- 約瑟夫·勞埃德·霍根，84歲，美國羅馬天主教會主教。
- 鮑勃·馬奧尼，72歲，美國棒球運動員。[121]

### 28日
- 克努特·霍尔姆奎斯特（Knut Holmqvist），82歲，瑞典射擊運動員，奧運會銀牌得主。[122]
- Khaya Majola，47歲，南非板球運動員，結腸癌。[123]
- 蕾雅·羅巴克（Léa Roback），96歲，加拿大工會召集人，社會活動家和女權主義者，事故。
- 米奇·沙利文，84歲，美式橄欖球運動員和教練。[124]
- 廖志高，87歲，中國政治家。

### 29日
- 弗恩·貝爾，87歲，美國棒球運動員。[125]
- Shelagh Fraser，79歲，英國女演員（因在《星球大戰》中扮演貝魯姨媽而聞名）。[126]
- 穆罕默德·哈姆里，68歲，摩洛哥畫家和作家。
- 羅斯·霍巴特，94歲，美國女演員和美國演員工會官員。[127]
- Per Olof Håkansson，59歲，美國政治家。
- 威利·馬德倫，49歲，英格蘭足球運動員和經理。[128]
- 康拉德·馬卡-雷利，87歲，美國藝術家。[129]
- 瑪律科·托多羅維奇，71歲，塞爾維亞角色演員。

### 30日
- David R. Altman，85歲，美國廣告主管，死於淋巴瘤。[130]
- 大衛·哈斯克爾，52歲，美國演員和歌手，死於腦癌。[131]
- 約瑟夫·H·路易斯，93歲，美國B級電影導演。[132]
- 佐佐木秀夫，80歲，美國景觀設計師。[133]
- Gürdal Tosun，33歲，土耳其演員（Bir Demet Tiyatro），死於腎衰竭。[134]

### 31日
- Britta Brunius，88歲，瑞典電影女演員。
- 約瑟夫·倫諾克斯·聯邦，90歲，美國羅馬天主教主教。[135]
- 露西爾·弗萊徹，88歲，美國編劇，中風。[136]
- 瓊·哈蒂根，88歲，澳大利亞網球運動員。[137]
- 萊斯·詹森，84歲，澳大利亞公務員和外交官。
- 桑德斯·金，91歲，美國吉他手和歌手。[138]
- 派特裡夏·歐文斯，75歲，加拿大出生的美國女演員。[139]
- Yisha'ayahu Schwager，54歲，以色列足球運動員，死於心臟病發。
- 馬哈威爾·沙阿，40歲，印度演員，死於事故。
- 約翰·亞歷山大·辛普森，83歲，美國物理學家和科學教育家，死於肺炎。[140]
- 弗朗西斯·斯基特，91歲，英國玻璃畫家。
- 尤安·烏格洛，68歲，英國畫家，死於癌症。[141]